# Chikurin-in
Chikurin-in (竹林院 (Trúc Lâm viện))  (1579/1580 – 27 tháng 6 năm 1649) là một nhân vật lịch sử Nhật Bản sống vào thời kỳ Azuchi-Momoyama cho đến đầu thời kỳ Edo. Bà là con gái của Ōtani Yoshitsugu, sau đó bà được Toyotomi Hideyoshi nhận làm nghĩa nữ trước khi kết hôn với Sanada Yukimura (hay Nobushige). Bà được mô tả là một người phụ nữ rất xinh đẹp. Vợ chồng bà có hai con trai và bốn con gái.

## Cuộc đời
Thuở nhỏ, Chikurin-in được biết đến với tên gọi là Takehime (竹姫). Bà cũng được biết đến với tên gọi là Riyohime (利 世姫) hay Akihime (安 岐姫). Năm 1594, bà kết hôn với Sanada Yukimura, con trai thứ hai của Sanada Masayuki, là Lãnh chúa của lãnh địa Ueda. Đây thực chất là một cuộc hôn nhân chính trị bị ép buộc bởi Hideyoshi để đảm bảo mối quan hệ liên minh mật thiết giữa gia tộc Toyotomi (và gia tộc Ōtani) và gia tộc Sanada.
Sau cái chết của Hideyoshi vào năm 1598, Nhật Bản bị chia cắt làm hai vùng. Yukimura, Yoshitsugu và Masayuki (bố chồng của Chikurin-in) đã theo liên minh phía tây của Ishida Mitsunari, trong khi anh trai của Yukimura, Sanada Nobuyuki, theo liên minh phía đông của Tokugawa Ieyasu.
Sau trận Sekigahara, Ieyasu giành chiến thắng, Yukimura và Masayuki bị đày đến Núi Koya ở bán đảo Kii. Chikurin-in cũng bị lưu đày theo chồng. Trong thời gian bị lưu đày, bà đã sinh cho chồng mình hai đứa con trai và nhiều con gái. Người ta cho rằng cuộc sống của vợ chồng bà ở Kudoyama rất khó khăn, và bà đành phải kiếm kế sinh nhai bằng cách đan những chiếc chiếu cọ và bán nó.
Năm 1615, trong Cuộc vây hãm Osaka, Yukimura và gia đình ông đã trốn thoát khỏi nơi lưu đày và theo lực lượng của Toyotomi. Nhưng cuối cùng, Yukimura và con trai đầu của ông, Yukimasa đã bị sát hại trong cuộc vây hãm.
Chikurin-in và con gái Akuri của bà đã bị quân đội của Asano Nagaakira vây bắt và giải đến gia tộc Tokugawa, nhưng cả hai đều được ân xá. Chikurin-in trở thành một nữ tu với pháp danh là Trúc Lâm Viện Điện Mai Khê Vĩnh Xuân Đại Tỷ (竹林院殿梅渓永春大姉 Chikurin-inden-baikei-eishun-daishi).
Chikurin-in ban đầu đã phục vụ cho gia tộc Asano, ở vị trí thứ hai, đến Kyoto với một trong những cô con gái của bà. Bà qua đời ở đó vào ngày 27 tháng 6 năm 1649.

## Gia quyến
- Thân phụ: Ōtani Yoshitsugu
- Nghĩa phụ: Toyotomi Hideyoshi
- Anh chị em ruột: 
  - Ōtani Yoshiharu (1581 -1615)
  - Kinoshita Yoritsugu (? -1600)
- Phu quân: Sanada Yukimura (m.1594-1615)
- Hậu duệ: 
  - Sanada Daisuke (真 田 大助) (1600 -1615). Con trai cả của Yukimura và Chikurin-in. Ông sinh ra khi cha mẹ ông còn sống lưu vong trên núi Kudo. Ông được sinh ra vào khoảng 1600-1602. Ông đã chiến đấu với cha mình trong Cuộc vây hãm Osaka để bảo vệ pháo đài Sanada Maru.Ông còn được biết đến với tên gọi là "Sanada Yukimasa" (真田 幸昌). Khi Thành Osaka sụp đổ, Yukimasa được yêu cầu thực hiện nghi lễ mổ bụng tự sát cùng với Toyotomi Hideyori.
  - Oume (阿梅) (1604-1681). Con gái của Yukimura và Chikurin, được sinh ra trên núi Kudo. Sau sự kiện Thành Osaka sụp đổ, bà kết hôn với Katakura Shigenaga, con trai của Katakura Kagetsuna. Nhờ Oume mà các thành viên còn sống sót của tộc Sanada và đoàn tùy tùng đã có thể tìm nơi ẩn náu trong gia tộc Katakura. Đỉnh của gia tộc Katakura thậm chí đã được thay đổi để hiển thị biểu tượng gồm 6 đồng xu của gia tộc Sanada.
  - Akuri (あ く り) (không rõ ngày sinh). Con gái của Yukimura và Chikurin-in. Akuri được nhận nuôi bởi Takigawa Kazuatsu, một chư hầu thộc gia tộc Tokugawa, sau khi Thành Osaka sụp đổ. Chị gái của Yukimura đã kết hôn với Kazuatsu. Akuri sau đó cũng xuất giá với Gamou Genzaemon.
  - Oshobu (阿菖蒲) (160? - 1635). Oshobu là con gái của Yukimura và Chikurin -. được sinh ra trên núi Kudo. Bà được Katakura Shigenaga nhận nuôi và kết hôn với Tamura Sadahiro, tháp tùng cho Date Masamune.
  - Okane (お か ね) (không rõ ngày sinh) Con gái của Yukimura và Chikurin-in và cũng được sinh ra trên núi Kudo. Bà kết hôn với Ishikawa Sadakiyo. Người ta nói rằng Sadakiyo đã đổi tên thành Sourin, chuyển đến Kyoto và trở thành bậc thầy của trà đạo. Chikurin-in đến sống với Okane sau khi  chồng qua đời. Sourin và Okane đã cho xây một đài tưởng niệm cha mẹ là Yukimura và Chikurin-in ở Kyoto.
  - Sanada Daihachi (真 田 大八) (1612 -1670). Con trai thứ hai của Yukimura và Chikurin-in. Ông được sinh ra trên núi Kudo. Ông được Katakura Shigenaga nhận nuôi, và trở thành "Katakura Morinobu" (片倉 守信). Tuy nhiên, họ Sanada đã được khôi phục lại cho các thế hệ dòng sau này.